# Melvin Cartagena
Melvin Alberto Cartagena Portillo (ur. 30 lipca 1999 w Santa Ana) – salwadorski piłkarz występujący na pozycji środkowego lub defensywnego pomocnika, reprezentant Salwadoru, od 2023 roku zawodnik Águili.